# Квитницкий, Леонид Ксенофонтович
Леонид Ксенофонтович Квитницкий (1828—1885) — герой Русско-турецкой войны 1877—1878 годов, начальник 41-й пехотной дивизии, генерал-лейтенант.

## Биография
Происходил из дворян Харьковской губернии и был сыном генерал-лейтенанта Ксенофонта Фёдоровича Квитницкого и братом генерал-лейтенанта Виктора Ксенофонтовича Квитницкого и генерала от кавалерии Эраста Ксенофонтовича Квитницкого.
Получил образование в Пажеском корпусе. 12 августа 1846 года из камер-пажей выпущен прапорщиком в лейб-гвардии Семёновский полк. В 1848 году произведён в подпоручики, в 1849 году — в поручики, в 1853 году — в штабс-капитаны, в 1855 году — в капитаны, 23 апреля 1861 года — в полковники, в том же году переведён в лейб-гвардии Московский полк.
С 1864 года командир 12-го гренадерского Астраханского полка. 1 января 1872 года произведён в генерал-майоры с прикомандированием к 3-й гренадерской дивизии. 30 августа 1873 года назначен командиром 2-й бригады 3-й гренадерской дивизии.
Во время Русско-турецкой войны 1877—1878 годов Квитницкий, командуя 2-й бригадой под Плевной утром 28 ноября 1877 поспешил на помощь 1-й бригаде той же дивизии, которая уже было отступила перед напором турок, и своей стремительной атакой заставил Османа-пашу сложить оружие. За это отличие 30 ноября 1877 г. был награждён орденом Святого Георгия 4-й степени.
В 1881 году Квитницкий был назначен начальником Кавказской гренадерской дивизии и 30 августа того же года произведён в генерал-лейтенанты; в 1884 году он был перемещён на должность начальника 41-й пехотной дивизии. Зачислен в списки 12-го гренадерского Астраханского полка.

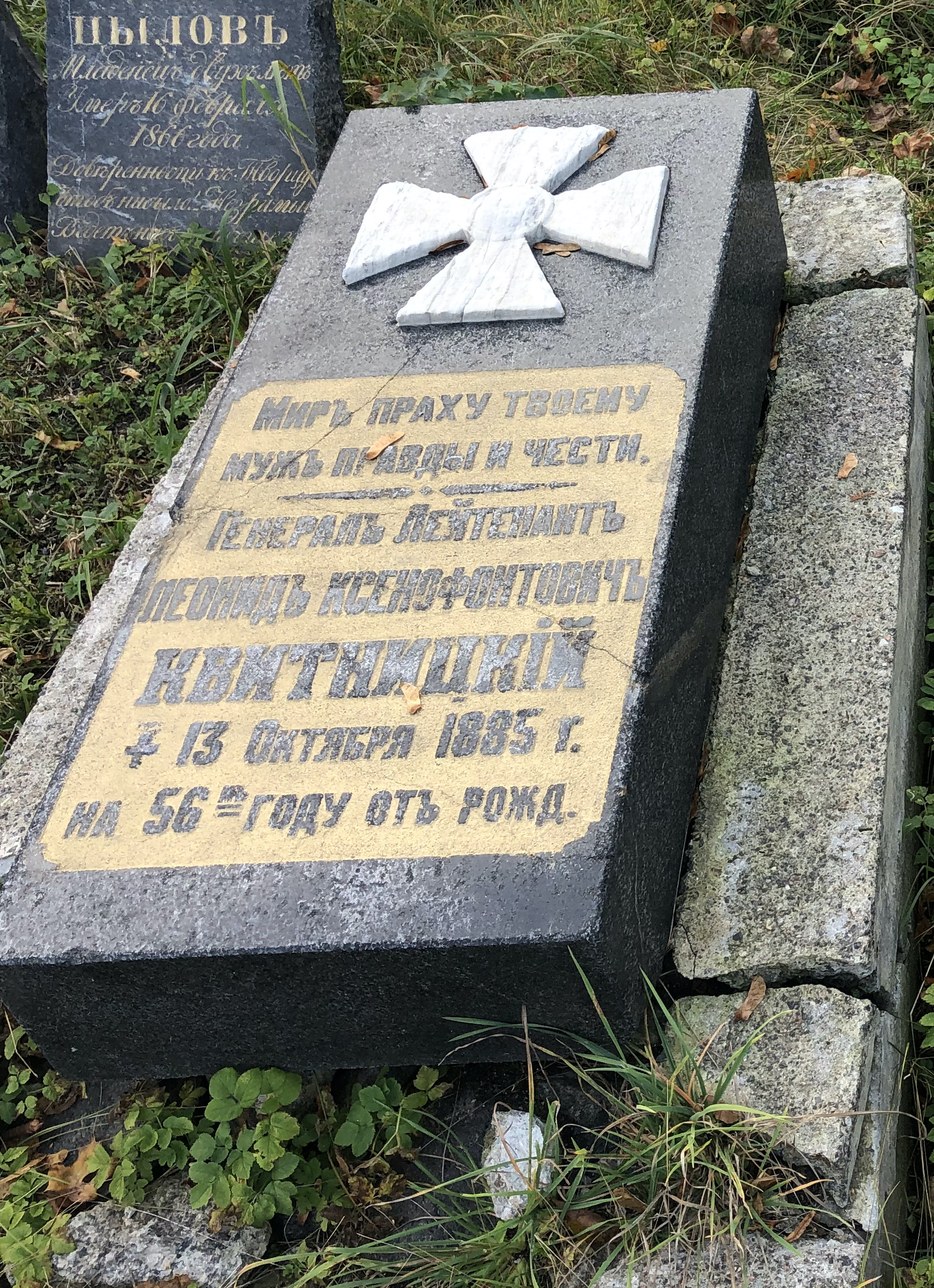
Захоронение Л.Ф.Квитницкого на Ефросиньевском кладбище в Вильнюсе.

Умер 13 октября 1885 года, исключён из списков умершим 15 октября. Похоронен в г.Вильнюс, на кладбище св.Ефросиньи.

## Награды
За свою службу Квитницкий был награждён многими орденами, в их числе:
- Орден Святого Станислава 2-й степени (1860 год; императорская корона к этому ордену пожалована в 1862 году)
- Орден Святой Анны 2-й степени (1864 год; императорская корона к этому ордену пожалована в 1868 году)
- Орден Святого Владимира 4-й степени (1866 год)
- Орден Святого Владимира 3-й степени (1874 год)
- Орден Святого Станислава 1-й степени (1876 год)
- Орден Святого Георгия 4-й степени (30 ноября 1877 года)
- Орден Святой Анны 1-й степени с мечами (1879 год)
- Орден Святого Владимира 2-й степени (1884 год)